# Deutsche Flugzeug-Werke

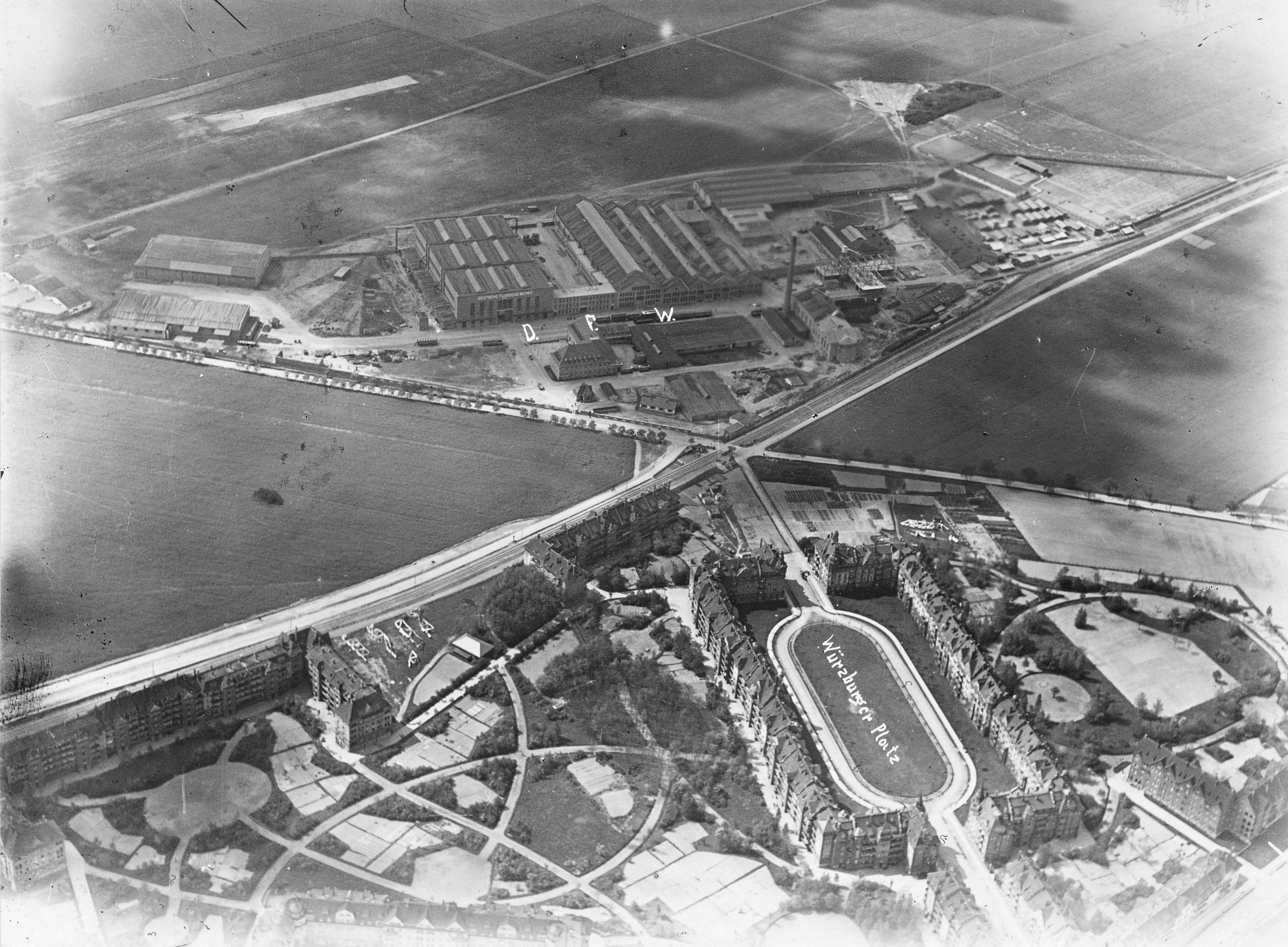
Завод Deutsche Flugzeug-Werke у Ляйпціґу (район Großzschocher), приблизно 1920 рік

Deutsche Flugzeug-Werke (скорочено DFW) — німецьке підприємство, що виробляло літаки на початку XX століття. Засноване 1910 року Бернгардом Маєром (нім. Bernhard Meyer) і Еріхом Тіле (нім. Erich Thiele) у Лінденталі, районі Лейпцига. Спочатку завод складав літаки, спроєктовані фірмою Farman (за ліцензією), пізніше перейшов до виробництва Etrich Taube, і врешті-решт до літаків, спроєктованих власними силами. Один із таких літаків, розвідник DFW C.V, вироблявся у кількостях, що вимірювалися тисячами машин (включаючи літаки, збудовані за ліцензією іншими фірмами). Після закінчення війни плани компанії переорієнтувати виробництво на цивільну авіацію зазнали невдачі, і невдовзі компанію було придбано фірмою Allgemeine Transportanlagen Gesselschaft.

## Літаки
- DFW Mars
- DFW B.I
- DFW C.I
- DFW C.III
- DFW C.V
- DFW D.I
- DFW D.II
- DFW R.I
- DFW R.II
- DFW R.III
- DFW T.28 Floh